# スナイフェルス半島

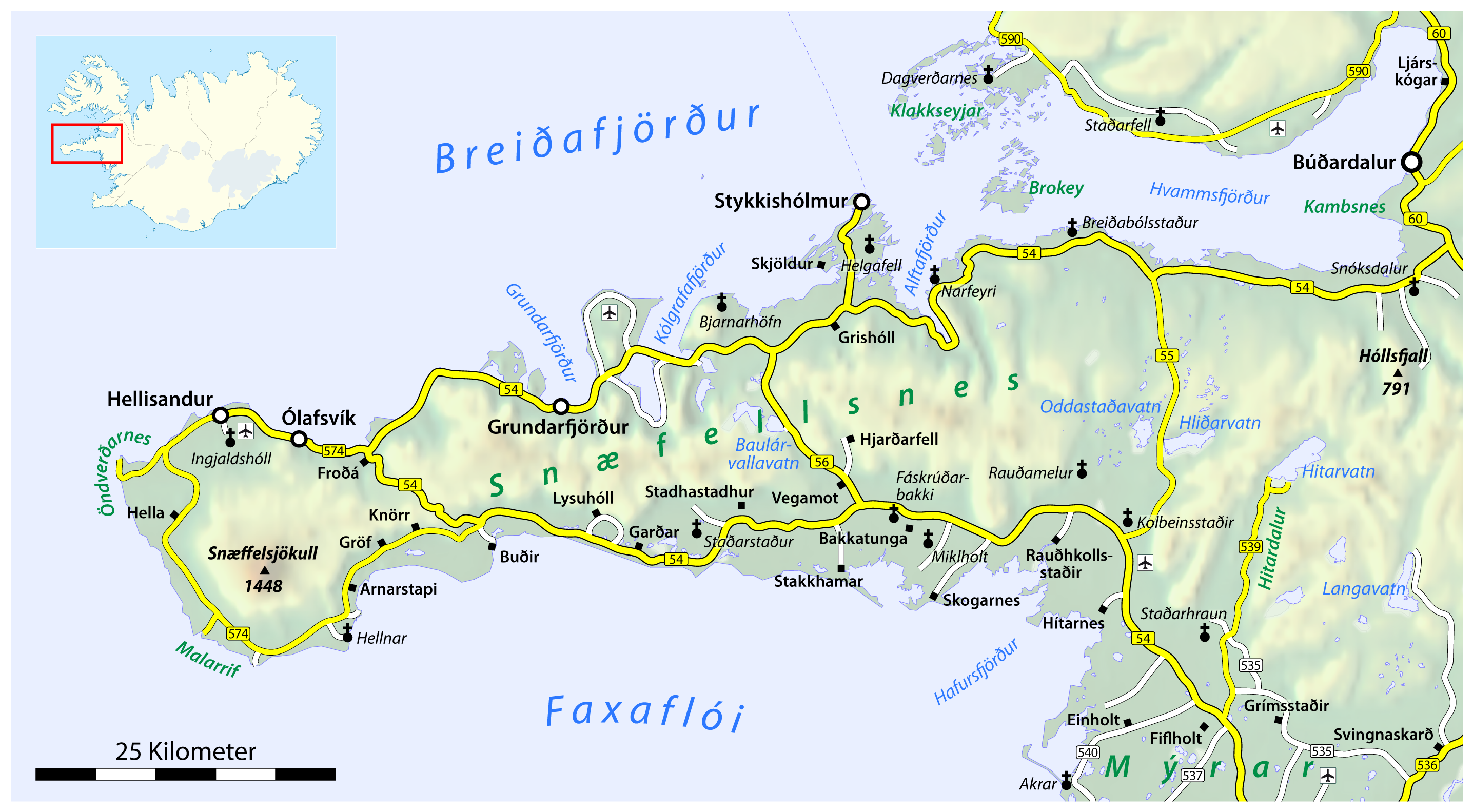

スナイフェルス半島 (スナイフェルスはんとう、Snæfellsnes) はアイスランド西部にある半島。アイスランド最大の湾であるファクサ湾とブレイザフィヨルズルを隔てる形になっており、半島の付け根にはボルガルフィヨルズル (en) がある。伝統的な地方区分では西アイスランド地方の中央に位置する。

## 地理
この地域の景観の豊かさから、「アイスランドの縮刷図」とも言われる。半島西端部には、アイスランドの雄大な景観を代表し、氷河を擁する高さ1446mの火山であるスナイフェルスヨークトル (en) がある。スナイフェルスヨークトルは半島中でもっとも高い山であり、山頂付近から氷河があるのが特徴である。「ヨークトル」(jökull) とは「氷河」を意味するアイスランド語である。天候がよければ、120km 離れたレイキャヴィークからも見ることができる。
スナイフェルスヨークトル周辺は4つの国立公園として管理されている。また地元ではスナイフェルスヨークトルを対象とする自然崇拝も残っている。
東西に延びる半島の北側の沿岸には、リフ、オラフスヴィク、クルンタルフィヨルズル、ブザルダールルなどの村落が点在している。

## 文学

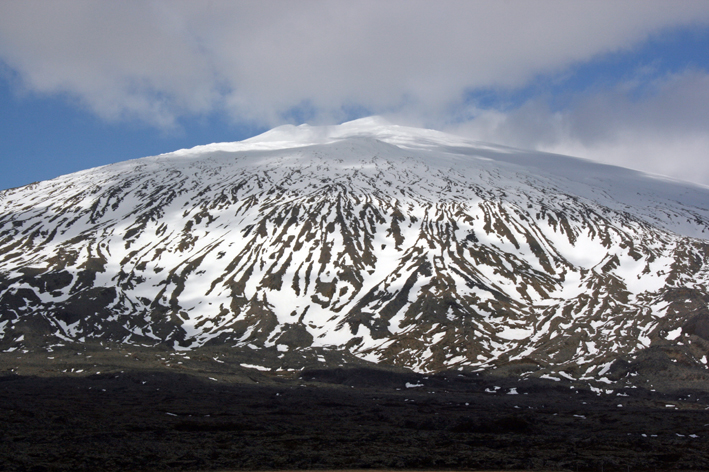
スナイフェルスヨークトル

中世のアイスランドで成立した『ラックサー谷の人々のサガ (en)』 では、ヴァリャーグになった最初の西ノース人、ボリ・ボラソン (en) はスナイフェルス半島生まれであるとされており、またグズルーン・オースヴィーフルスドーティル (en)、ボリ・ソルレイクスソン (en)、スノッリ・ゴジ（en）といった人物の出身地であるともされている。
スナイフェルスヨークトルはフランスのSF作家ジュール・ベルヌの小説『地底旅行』に登場することでも知られている。

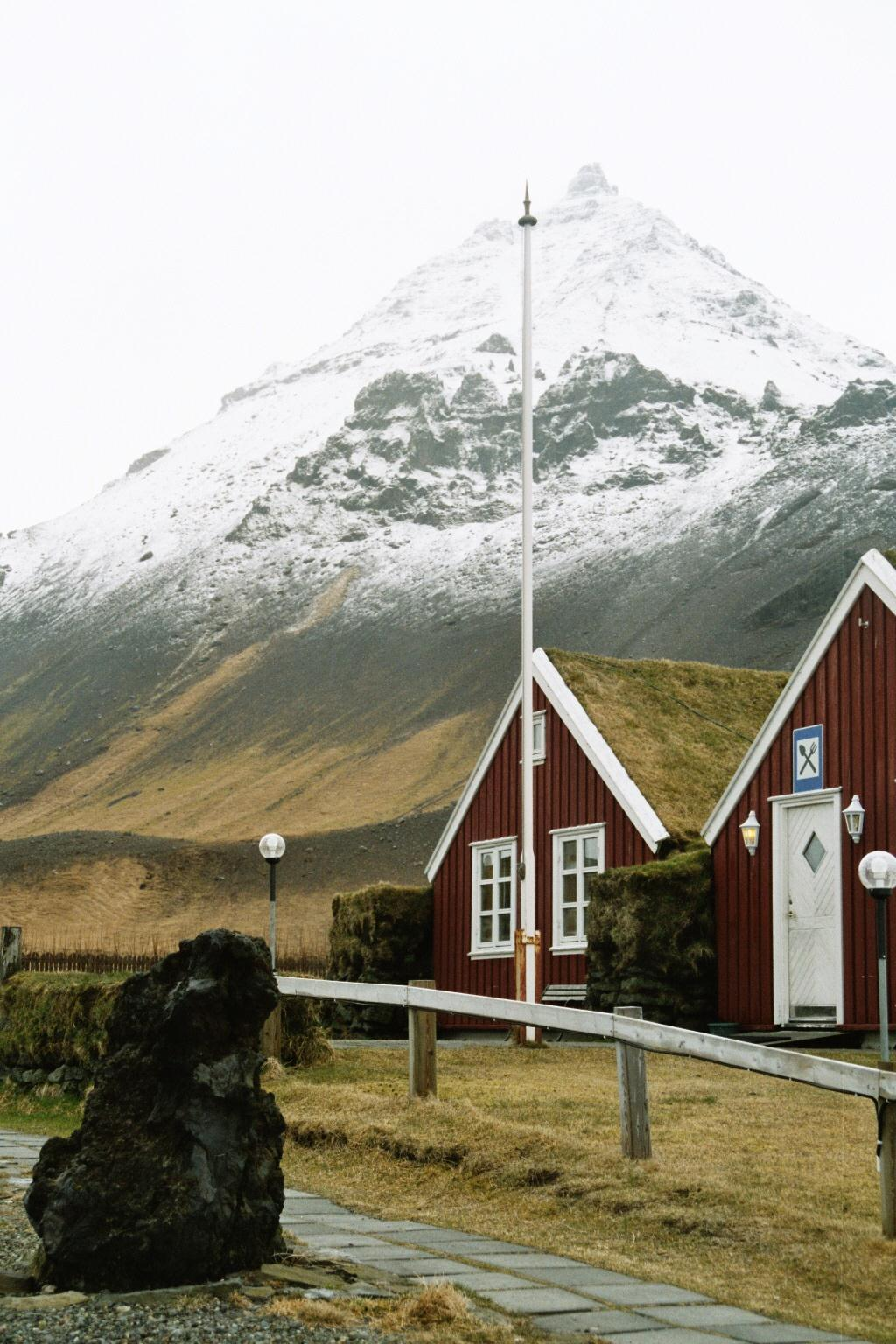
スナイフェルス半島東端の南側の街、アルナルスタピ (Arnarstapi)

## 社会
スナイフェルスの自治体は、アイスランドおよびヨーロッパで最初にグリーングローブ自治体としての認定を受けた。世界でも4番目である。スナイフェルスはグリーングローブ・プログラムに2003年から参加しており、その後5年間連続で「実測済み (Benchmarked)」の認定を受けている。その結果として2008年6月に自治体としての認定となった。
ヘリサンドゥル (Hellissandur) の近くには、西ヨーロッパでもっとも高い建築物であるヘリサンドゥル電波送信所 (Longwave radio mast Hellissandur|en) がある。